# Cigoong Selatan
Cigoong Selatan is een bestuurslaag in het regentschap Lebak van de provincie Banten, Indonesië. Cigoong Selatan telt 3154 inwoners (volkstelling 2010).